# Shattuckit
Shattuckit ist ein selten vorkommendes Mineral aus der Mineralklasse der „Silikate und Germanate“. Es kristallisiert im orthorhombischen Kristallsystem mit der chemischen Zusammensetzung Cu5[OH|Si2O6]2, ist also ein Kupfer-Silikat mit zusätzlichen Hydroxidionen, das strukturell zu den Kettensilikaten gehört.
Shattuckit entwickelt überwiegend feinnadelige bis faserige Kristalle in radialstrahligen und traubigen oder massigen Mineral-Aggregaten von mittel- bis dunkelblauer Farbe bei hellblauer Strichfarbe. Auch Pseudomorphosen nach Malachit sind bekannt.

## Etymologie und Geschichte
Erstmals entdeckt wurde Shattuckit in der „Shattuck Mine“ bei Bisbee (Arizona) in den USA und beschrieben durch Waldemar Theodore Schaller, der das Mineral nach dieser Typlokalität benannte.
Typmaterial, das heißt Mineralproben aus seinem ersten Fundort (Typlokalität), wird im National Museum of Natural History in Washington, D.C.  (USA) unter den Katalog-Nr. R 4871 bis R 4874, 87447, 93891 und 95727 aufbewahrt.

## Klassifikation
Bereits in der veralteten, aber teilweise noch gebräuchlichen 8. Auflage der Mineralsystematik nach Strunz gehörte der Shattuckit zur Mineralklasse der „Silikate und Germanate“ und dort zur Abteilung der „Kettensilikate und Bandsilikate (Inosilikate)“, wo er als einziges Mitglied die unbenannte Gruppe VIII/F.04 bildete.
Die seit 2001 gültige und von der International Mineralogical Association (IMA) verwendete 9. Auflage der Strunz’schen Mineralsystematik ordnet den Shattuckit ebenfalls in die Abteilung der „Ketten- und Bandsilikate (Inosilikate)“ ein. Diese ist allerdings weiter unterteilt nach der Struktur der Ketten, so dass das Mineral entsprechend seinem Aufbau in der Unterabteilung der „Ketten- und Bandsilikate mit 2-periodischen Einfachketten Si2O6; mit zusätzlich O, OH, H2O Pyroxen-verwandte Minerale“ zu finden ist, wo es ebenfalls als einziges Mitglied die unbenannte Gruppe 9.DB.40 bildet.
Auch die Systematik der Minerale nach Dana ordnet den Shattuckit in die Klasse der „Silikate und Germanate“ und dort in die Abteilung der „Kettensilikatminerale“ ein. Hier ist er als einziges Mitglied in der unbenannten Gruppe 65.01.07 innerhalb der Unterabteilung der „Kettensilikate: Einfache unverzweigte Ketten, W=1 mit Ketten P=2“ zu finden.

## Kristallstruktur
Shattuckit kristallisiert orthorhombisch in der Raumgruppe Pcab (Raumgruppen-Nr. 61, Stellung 2) mit den Gitterparametern a = 9,89 Å; b = 19,83 Å und c = 5,38 Å sowie 4 Formeleinheiten pro Elementarzelle.

## Bildung und Fundorte

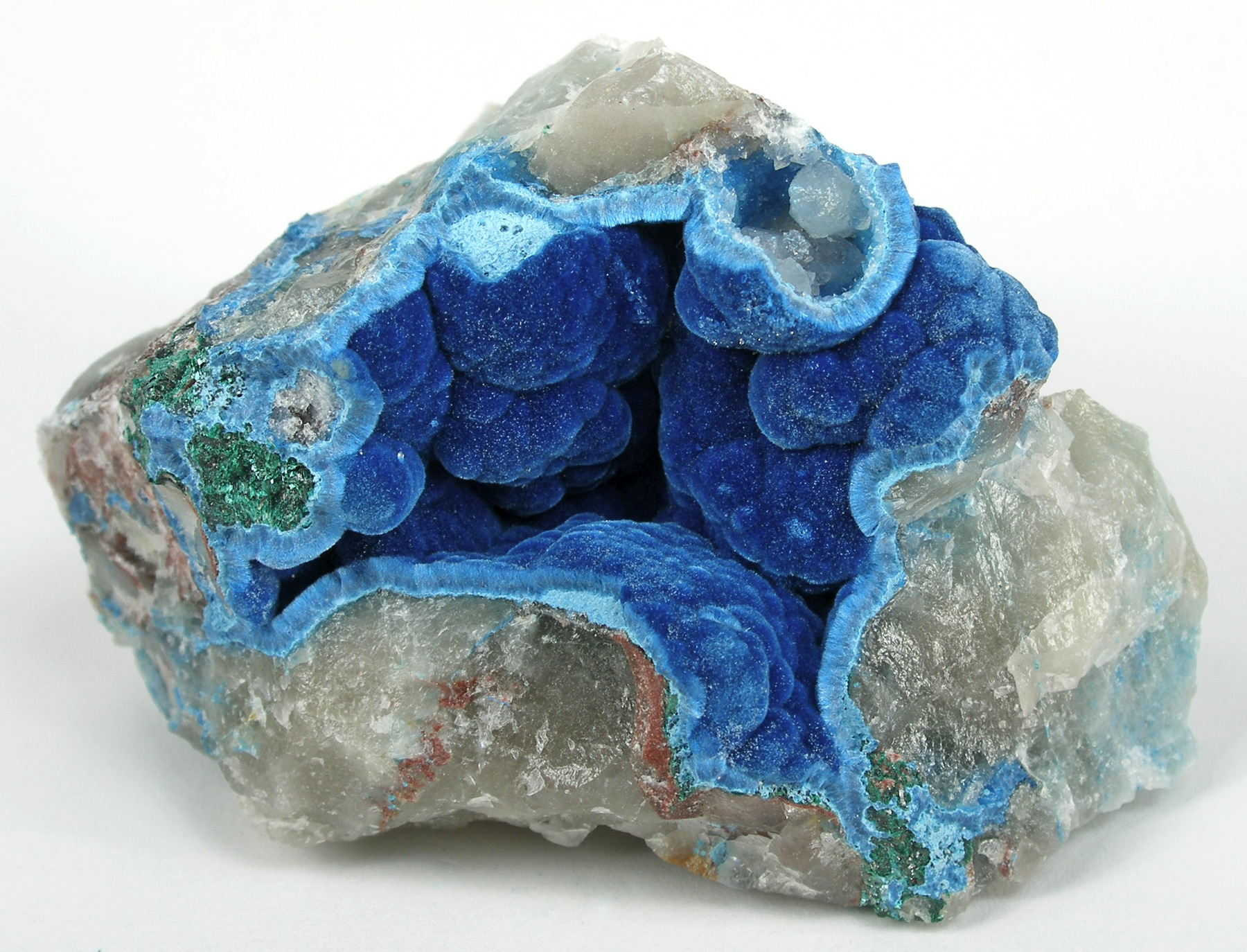
Shattuckit in Form krustiger Rissfüllung auf Quarz

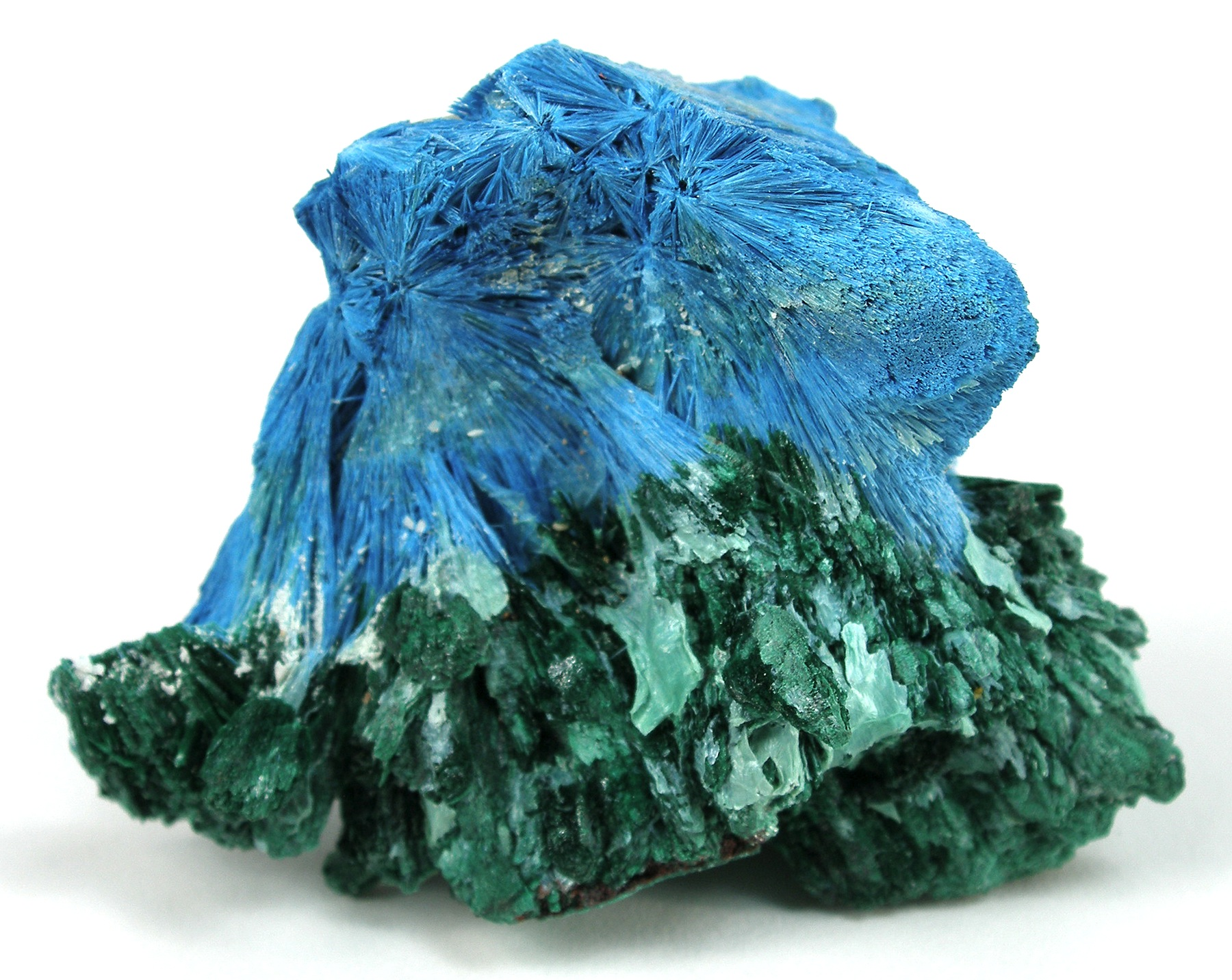
Seltene Pseudomorphose von Shattuckit nach Malachit aus der Okenwasi Mine, Kaokoveld, Namibia

Shattuckit bildet sich als Sekundärmineral in der Oxidationszone von Kupfer-Lagerstätten und findet sich dort meist vergesellschaftet mit Ajoit, Chrysokoll, Hämatit, Malachit und/oder Quarz.
Als seltene Mineralbildung konnte Shattuckit nur an wenigen Fundorten nachgewiesen werden, wobei bisher (Stand: 2011) rund 70 Fundorte als bekannt gelten. In Deutschland trat das Mineral bisher nur auf Helgoland am Helgoländer Felswatt und der Langen Anna auf und in Österreich fand sich Shattuckit bisher nur im Kupferbergwerk „Göttliche Vorsehung“ an dem zur Goldberggruppe gehörenden Großfragant in Kärnten.
Weitere Fundorte liegen unter anderem in Argentinien, der Demokratischen Republik Kongo, Griechenland, Italien, Mexiko, Namibia, Norwegen, der Slowakei, Südafrika, England im Vereinigten Königreich (UK) sowie in mehreren Regionen in den Vereinigten Staaten von Amerika (USA).